# Zittau

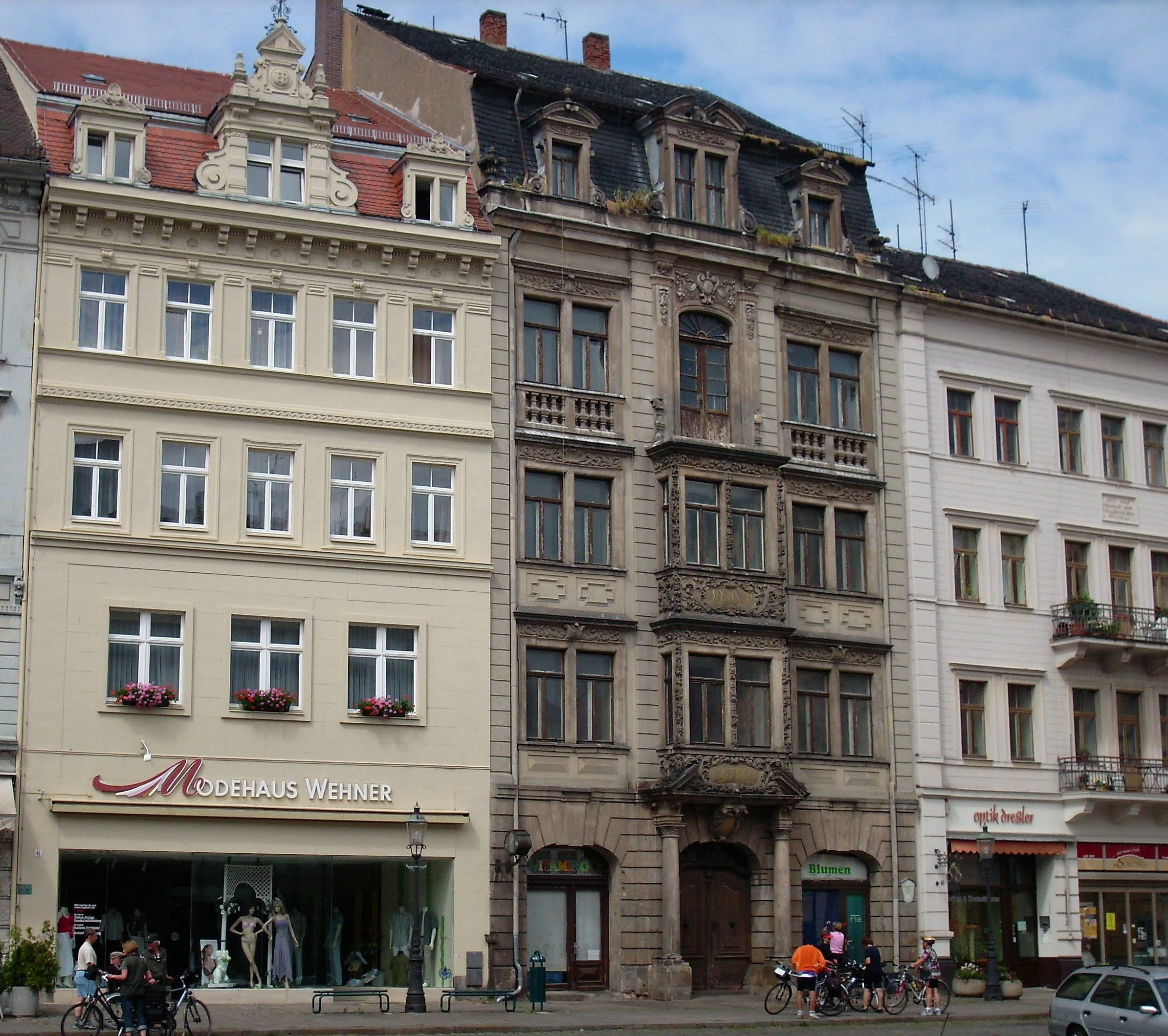

Zittau (Sorbisch: Žitawa) is een gemeente en plaats in het uiterste zuidoosten van de Duitse deelstaat Saksen. De gemeente maakt deel uit van de Landkreis Görlitz. De stad telt 24.738 inwoners. Zittau ligt aan de Neisse en de Mandau, op enkele kilometers van het Duits-Pools-Tsjechische Drielandenpunt, en aan de voet van het Zittauer Gebergte.
Zittau maakte sinds 1346 deel uit van de Zesstedenbond van de Opper-Lausitz. De stad behoorde destijds tot het koninkrijk Bohemen, maar kwam in 1635 aan Saksen.
Tot het historische erfgoed van Zittau behoort een vastendoek uit 1472, de op twee na grootste ter wereld.

## Geboren in Zittau
- Heinrich Marschner (1795-1861), componist
- Lisa Tetzner, schrijfster
- Melchior Franck (1579/80-1639), componist

## Kernen
Zittau bestaat naast de kernstad uit de volgende kernen (Ortsteile):
- Eichgraben
- Pethau
- Hartau (sinds 1999)
- Hirschfelde (sinds 2007)
- Drausendorf (sinds 2007)
- Wittgendorf (sinds 2007)
- Dittelsdorf (sinds 2007)
- Schlegel (sinds 2007)
- tot 1945 Porajów, nu deel van het Poolse Bogatynia

## Partnersteden
- Villingen-Schwenningen, Baden-Württemberg, Duitsland
- Bogatynia, Polen
- Liberec, Tsjechië
- Pistoia, Italië
- Portsmouth, Ohio, Verenigde Staten
- Eichgraben, Oostenrijk (voor het stadsdeel Eichgraben)

Bad Muskau ·
Beiersdorf · 
Bernstadt a. d. Eigen ·
Bertsdorf-Hörnitz ·
Boxberg/O.L. ·
Dürrhennersdorf · 
Ebersbach-Neugersdorf ·
Gablenz ·
Görlitz ·
Groß Düben ·
Großschönau · 
Großschweidnitz · 
Hähnichen ·
Hainewalde ·
Herrnhut ·
Hohendubrau ·
Horka ·
Jonsdorf ·
Kodersdorf ·
Königshain ·
Kottmar ·
Krauschwitz ·
Kreba-Neudorf ·
Lawalde · 
Leutersdorf · 
Löbau ·
Markersdorf ·
Mittelherwigsdorf ·
Mücka ·
Neißeaue ·
Neusalza-Spremberg ·
Niesky ·
Oderwitz · 
Olbersdorf · 
Oppach · 
Ostritz · 
Oybin ·
Quitzdorf am See ·
Reichenbach/O.L. ·
Rietschen ·
Rosenbach · 
Rothenburg/O.L. ·
Schleife ·
Schönau-Berzdorf · 
Schönbach ·
Schöpstal ·
Seifhennersdorf ·
Trebendorf ·
Vierkirchen ·
Waldhufen ·
Weißkeißel ·
Weißwasser/O.L. ·
Zittau